# Swiftships Modèle 35PB1208 E-1455
La classe de patrouilleur Modèle 35PB1208 E-1455 a été commandé par la marine irakienne auprès de Swiftships (en) Shipbuilders en septembre 2009 . La première unité a été acceptée en service en octobre 2010. Cinq autres ont depuis été livrées, le sixième en septembre 2011. La commande totale est pour 12, avec une option pour trois autres navires.

## Historique
En 1989, la Colombie commande 2 patrouilleurs côtiers aux chantiers américains Swiftships (en). Deux navires de la classe Swift 105 (Swiftships Modèle 35PB1208 E-1455) sont livrés à la marine nationale colombienne en 1994 : le PM-102 Rafael del Castillo y Rada et le PM-105 TECIM Jaime E. Cárdenas Gómez.
En décembre 2008, l'Agence américaine de coopération en matière de sécurité de défense a annoncé la demande officielle de l'Irak d'acheter jusqu'à 20 bateaux de patrouille côtière dans la gamme de 30 à 35 mètres et 3 navires de soutien offshore dans la gamme de 55 à 60 mètres.
En juillet 2009, le Naval Sea Systems Command (en) (NAVSEA) a annoncé que les constructeurs navals Swiftships fourniraient à la marine irakienne une flotte de patrouilleurs allant jusqu'à 15 bateaux de patrouille côtière. En septembre 2009, Swiftships a reçu un contrat de 181 millions de dollars pour la conception détaillée et la construction de 9 bateaux de patrouille ainsi que des pièces de rechange et des services techniques.
En septembre 2010, le premier bateau, le PB-301, a été officiellement accueilli dans la marine irakienne.

### Caractéristiques
La coque et la superstructure sont construites en alliage d'aluminium entièrement soudé. La coque comprend 7 cloisons étanches formant 8 compartiments étanches. Les bateaux peuvent être ravitaillés en mer en utilisant des procédures côte à côte et fonctionner avec du carburant diesel n°2.
La capacité de survie aux intempéries comprend la survie en état de la mer 5 au meilleur cap et la pleine capacité opérationnelle en état de la mer 3, notamment une vitesse de patrouille de 20 nœuds (37 km/h) et une vitesse de flânage soutenue de 10 nœuds (19 km/h) pendant 12 heures.

## Galerie

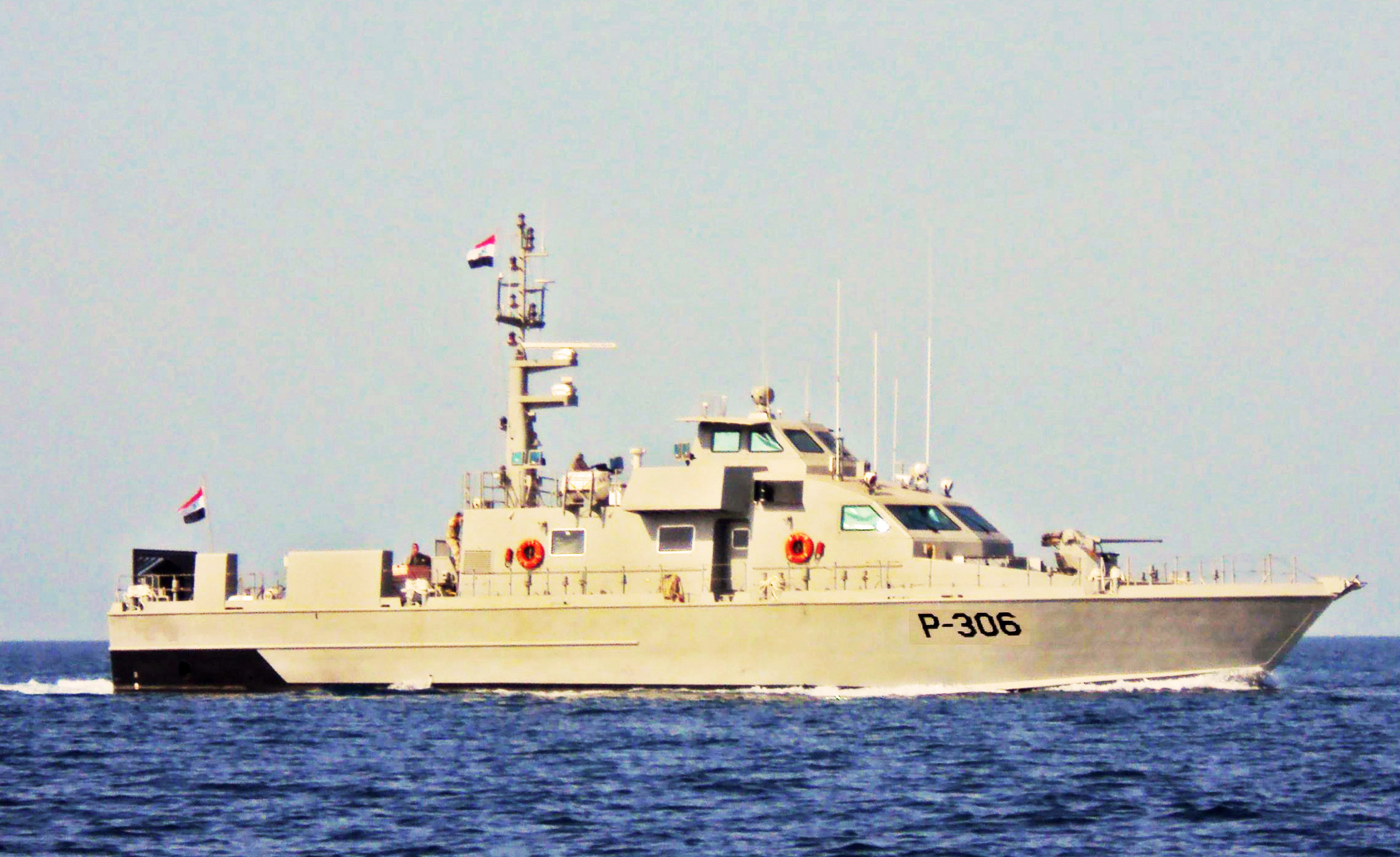
Patrouilleur 306
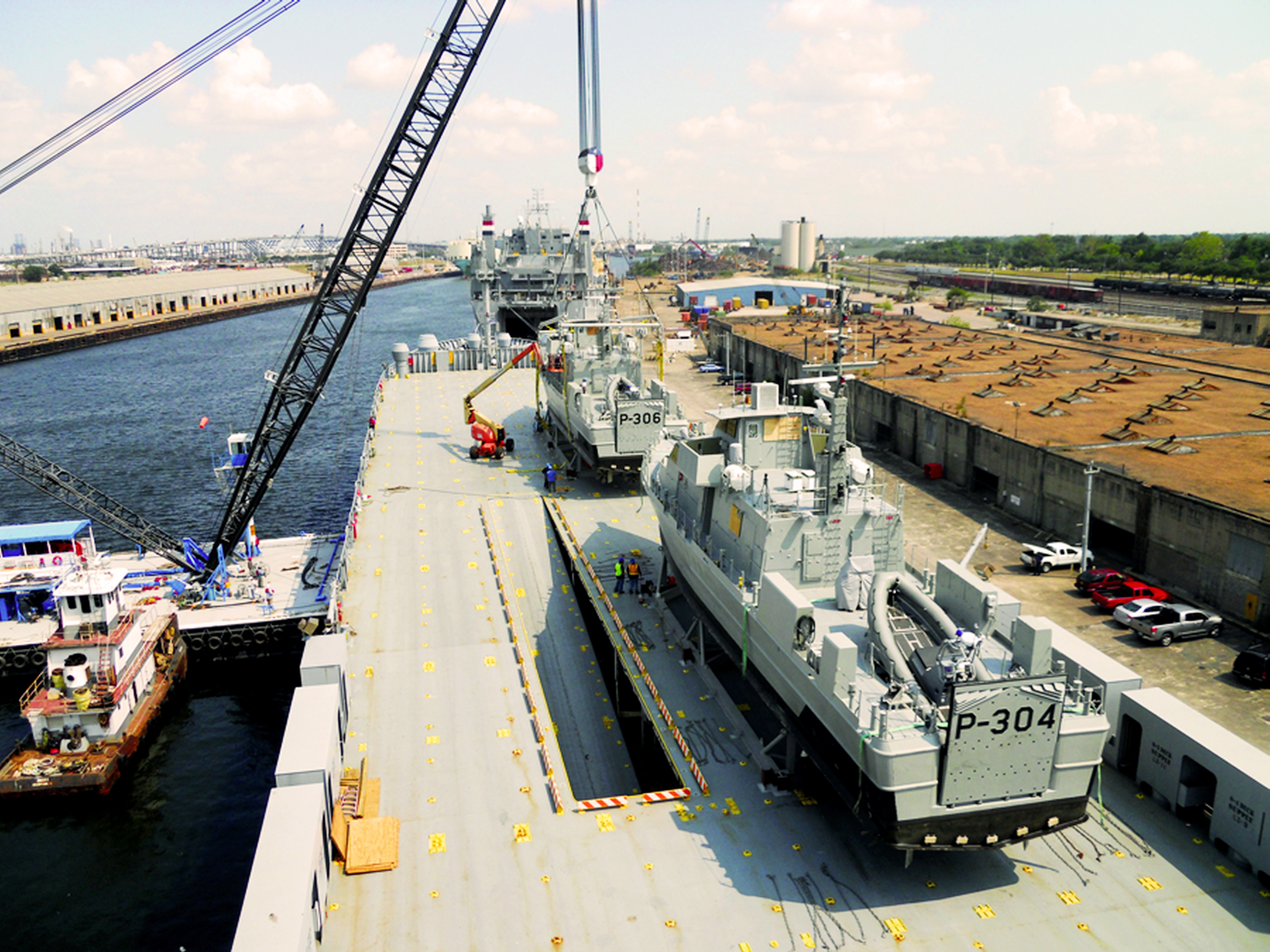
P 304 et 306
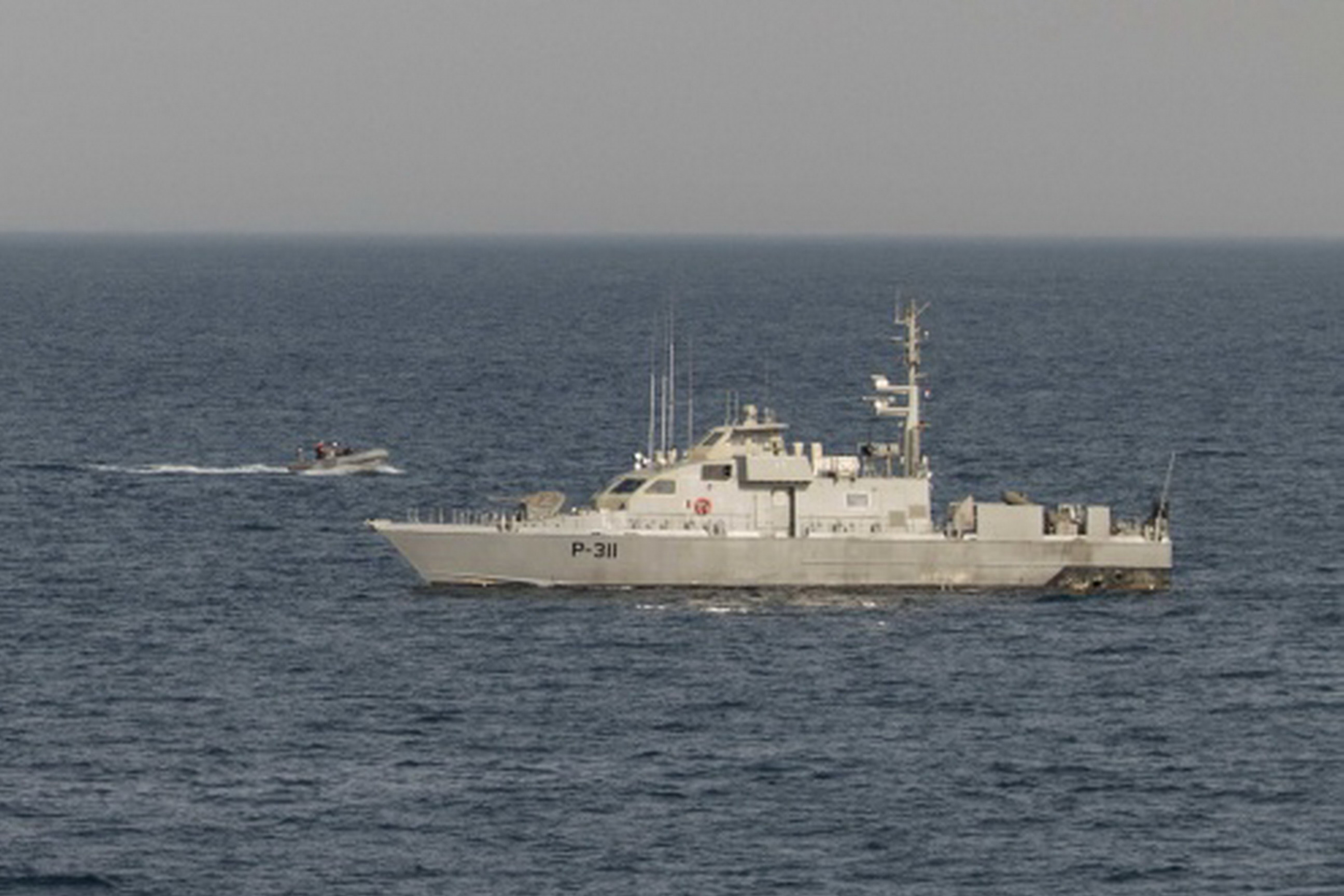
P 311